# Literaturjahr 1767
Liste der Literaturjahre

◄ | 1763 | 1764 | 1765 | 1766 | Literaturjahr 1767 | 1768 | 1769 | 1770 | 1771 | ►

Weitere Ereignisse
Dieser Artikel behandelt das Literaturjahr 1767.

## Ereignisse

### Prosa
- Der zweite und letzte Band des Romans Geschichte des Agathon von Christoph Martin Wieland erscheint. Er gilt als der erste große Bildungs- und Erziehungsroman in der deutschen Literatur und als Vorläufer des modernen psychologischen Romans.

### Drama
- 29. Januar: Das Drama Eugénie von Pierre Augustin Caron de Beaumarchais hat seine Uraufführung an der Comédie-Française in Paris. Vorlage für das Stück ist die Geschichte von Graf Belflor und Leonor de Cespedes aus Le diable boiteux (Der hinkende Teufel) von Alain-René Lesage, eine 1707 erschienene Adaption des Romans El diablo cojuelo von Luis Vélez de Guevara.
- 14. Februar: Die von Voltaire bevorzugte Vertonung seines Librettos Pandore wird am Théâtre des Menus-Plaisirs uraufgeführt. Eine weitere Aufführung folgt im privaten Theater Voltaires in Ferney.
- 26. September: Voltaires ursprünglich nicht für die Bühne geschriebene Tragikomödie Charlot wird im privaten Theater des Autors unter seiner Leitung uraufgeführt.
- Gotthold Ephraim Lessing geht für drei Jahre als Dramaturg und Berater an das Hamburger Nationaltheater. Während seiner dortigen Tätigkeit macht er unter anderem Bekanntschaft mit Friedrich Ludwig Schröder, Carl Philipp Emanuel Bach, Johann Melchior Goeze, Johann Friedrich Löwen und den Familien Reimarus und König. Dabei lernt er auch seine spätere Frau Eva König kennen. Am Nationaltheater, dessen Hauptunterstützer Abel Seyler ist, wird am 30. September Lessings Lustspiel Minna von Barnhelm uraufgeführt. Die Uraufführung, der ein kurzfristiges Aufführungsverbot und ein Streit mit der Berliner Zensurbehörde vorausgeht, hat einen außerordentlichen Erfolg, und das Stück wird daraufhin im deutschsprachigen Raum an allen wichtigen Bühnen gespielt.

### Periodika
- 3. Juli: In Trondheim wird die erste Tageszeitung in Norwegen herausgegeben, die heutige Adresseavisen.

- Karl Gottlieb von Windisch gründet in Preßburg die moralische Wochenschrift Der Freund der Tugend als Beiblatt der Preßburger Zeitung.
- Die Wiener moralische Wochenschrift Der Mann ohne Vorurtheil von Joseph von Sonnenfels stellt nach zwei Jahren vorläufig ihr Erscheinen ein.

### Wissenschaftliche Werke
- Der erste Nautical Almanac des britischen Royal Greenwich Observatory erscheint.
- Der Benediktinermönch Placidus Fixlmillner beginnt im oberösterreichischen Stift Kremsmünster mit regelmäßigen Wetteraufzeichnungen, die er in einer Wetterchronik festhält.
- Der norwegische Zoologe Peter Ascanius veröffentlicht den ersten von fünf bebilderten Bänden seines Hauptwerks Icones rerum naturalium.
- Joseph Priestley veröffentlicht The History and Present State of Electricity.
- Denis Diderot und Louis de Jaucourt veröffentlichen den vierten Tafelband der Encyclopédie.

## Geboren
- 5. Januar: Anne-Louis Girodet-Trioson, französischer Historien- und Porträtmaler, Illustrator klassischer literarischer Werke und Dichter († 1824)
- 22. Januar: Johann Friedrich Pierer, deutscher Mediziner und Lexikograf († 1832)

- 6. Februar: Saul Ascher, deutscher Schriftsteller, Übersetzer und Buchhändler († 1822)
- 10. März: Johann Stieglitz, deutscher Arzt und Autor († 1840)

- 1. April: Renatus Gotthelf Löbel, sächsischer Jurist, Lexikograf und Privatgelehrter († 1799)
- 6. April: Alexandre-Vincent Pineux Duval, französischer Architekt, Schriftsteller und Theaterdirektor († 1842)
- 15. April: Johann Friedrich Ludwig Wachler, deutscher Lehrer, Literaturhistoriker, Bibliothekar und Hochschullehrer († 1838)
- 16. April: Karl Julius Weber, deutscher Schriftsteller und Satiriker († 1832)

- 4. Juli: Kyokutei Bakin, japanischer Schriftsteller († 1848)
- 5. September: August Wilhelm Schlegel, deutscher Literaturhistoriker und -kritiker, Übersetzer, Alt-Philologe und Indologe († 1845)

- 4. Oktober: Christian Adolf von Seckendorff, deutscher Dichter und kameralistischer Schriftsteller († 1833)
- 25. Oktober: Benjamin Constant, französisch-schweizerischer Schriftsteller († 1830)

- 29. November: Daniel Runge, Hamburger Kaufmann und Reeder sowie Lyriker und Redakteur († 1856)
- 21. Dezember: Christian Jakob Salice-Contessa, schlesischer Kommunalpolitiker und romantischer Schriftsteller († 1825)

- Józef Pawlikowski, polnischer jakobinischer Autor († 1829)
- Dorothy Ripley, britische Missionarin und Schriftstellerin († 1832)

## Gestorben
- 2. Januar: Joachim Johann Daniel Zimmermann, deutscher Theologe und Kirchendichter (* 1710)
- 24. Januar: Jean-Baptiste-François-Joseph de Sade, französischer Adeliger, Diplomat, Offizier, Libertin und Literat (* 1702)

- 1. Februar: Gottfried Kleiner, deutscher evangelischer Geistlicher und Kirchenlieddichter (* 1691)
- 7. Februar: Christian Crusius, deutscher Rhetoriker und Historiker (* 1715)
- 15. Februar: Johann Christian Edelmann, deutscher Pietist, Frühaufklärer und Schriftsteller (* 1698)

- 3. April: Elisabeth Sophie Marie von Schleswig-Holstein-Norburg, Herzogin von Schleswig-Holstein-Plön sowie Herzogin zu Braunschweig und Lüneburg und Fürstin von Braunschweig-Wolfenbüttel, Sammlerin und Verfasserin religiöser Schriften (* 1683)
- 15. April: Johann David Gschwend, deutscher Pädagoge, Historiker und Autor (* 1691)
- 10. Mai: Christian Ulrich Grupen, deutscher Jurist, Rechtshistoriker und Autor (* 1692)

- 4. Juli: Balthasar Geyder, deutscher Theologe und Autor (* 1681)
- 26. Juli: Paul Gottlieb Werlhof, deutscher Arzt und Dichter (* 1699)

- 6. August: Georg Ludwig von Bar, deutscher Domherr, Schriftsteller und Übersetzer (* 1701)
- 6. August: Antonio Zaniboni, italienischer Dichter, Librettist und Redner (* um 1690)
- 23. August: Jean Deschamps, deutsch-französischer Philosoph, preußischer Hofprediger, Theologe und Schriftsteller (* 1707)

- 5. Oktober: Francis Wise, englischer Archivar (* 1695)
- 21. November: Jean-Henri Maubert de Gouvest, französischer entlaufener Mönch, Abenteurer, Artillerieoffizier, Sekretär, Schriftsteller, Publizist, Geheimagent und Direktor einer in Deutschland gastierenden Komödiantentruppe (* 1721)

- 22. Dezember: John Newbery, englischer Verleger und Buchhändler, Pionier der Kinder- und Jugendliteratur (* 1713)
- Ende des Jahres (begraben 1. Januar 1768): Jan Lauwryn Krafft, Brüsseler Kupferstecher, Radierer, Formschneider, Schriftsteller, Verleger und Sänger (* 1694)

- Nicolas de la Grange, französischer Dramatiker und Übersetzer (* 1707)